# عمر خيرت
عمر خيرت (مواليد 11 نوفمبر 1948) هو ملحن ومؤلف موسيقي وموزع وعازف بيانو مصري. ويُعدّ من أشهر الموسيقيين المصريين في الوقت الحاضر.

## نشأته
ولد عمر علي محمود خيرت يوم الثلاثاء 28 ذو الحجة 1366 هـ الموافق 11 نوفمبر (تشرين الثاني) 1947 م في حي السيدة زينب بالقاهرة لأسرة مثقفة محِبَّة للفنون، فعمُّه أبو بكر خيرت المهندس المعماري الأشهر ومؤسس الكونسرفتوار المصري الذي أثرى المكتبة الموسيقية المصرية بأعمال سيمفونية، واكتملت ثمارها بعمر خيرت الذي أكمل درب عمه الموسيقار، وعشق البيانو الذي اكتشف معه مناطق موسيقية جديدة في إحساس وذكريات وقوة الشخصية المصرية.
أما جده محمود عبد الرحيم خيرت فكان أحد أعيان مدينة المنصورة بمحافظة الدقهلية وكان محاميًا وكان مهتمًا جدًّا بالفنون وشاعرًا وأديبًا ومترجمًا ورسامًا وموسيقيًّا، وكان لديه صالون دائم للفنون يجمع رموز الفن والثقافة في ذلك العصر بالقاهرة أمثال فنان الشعب سيد درويش والمثَّال محمود مختار والأديب المنفلوطي. ووالده كان مهندسًا معماريَّا متخصصًا في العِمارة الإسلامية وبناء المساجد، وكان أيضًا عازفاً للبيانو وظل مواظبًا على العزف عليه حتى وفاته.

## دراسته وبدايته
بدأت علاقة عمر خيرت بالبيانو بالكونسرفتوار في دفعته الأولى عام 1959 م حيث درس العزف على البيانو على يد البروفيسور الأيطالي «كارو» إلى جانب دراسته للنظريات الموسيقية. انتقل بعدها لدراسة التأليف الموسيقي في كلية ترينيتي بلندن إلى أن اكتملت ملامح شخصيته الموسيقية المستقلة كمؤلف محترف يصوغ رؤاه الموسيقية الخاصة بجمل موسيقية مميزة تتسم بالعمق والثراء والتدفق. وانضم عمر خيرت في بداياته لفرقة (ليى بُتي شا - Les petits chats) التي كانت فرقة مصرية لموسيقى الروك نشأت في مطلع ستينيات القرن الماضي وكان من ضمن أشهر أعضائها الفنان عزت أبو عوف، وعمل عمر خيرت في الفرق كعازف درامز والتي كان لها أثر واضح في مؤلفاته مثل: «الخادمة» و«رابسودية عربية» وغيرها. و أطل عمر خيرت على الجمهور لأول مرة مع الموسيقى التصويرية من خلال فيلم ليلة القبض على فاطمة عام 1983.

## بعض الجوائز التي حصل عليها
حصد عمر خيرت عشرات الجوائز، وشهادات تقدير مصرية وعربية عن أعماله على أنها أحسن موسيقى تصويرية منها:
- فيلم "الهروب من الخانكة" من الجمعية المصرية للسينما عام 1988 م مع شهادة تقدير.
- فيلم "البحث عن توت عنخ آمون" من اتحاد الإذاعة والتليفزيون المصري عام 1997 م.
- فيلم "النوم في العسل" من الجمعية المصرية للسينما عام 1997 م.
- فيلم "النعامة والطاووس" من مهرجان تبسة الدولي بالجزائر ومن مهرجان الإسكندرية السينمائي الدولي عام 2001 م.
- جائزة "الفارس الذهبي" عام 2001 م من اتحاد الإذاعة والتليفزيون المصري عن أغنية «المصري» من فيلم "سكوت ح نصور".
- جائزة "أوسكار السينما المصرية" من جمعية فن السينما المصرية عام 2003 م عن فيلم "مافيا".
- جائزة "أوسكار السينما المصرية" من جمعية فن السينما المصرية عام 2005 م عن فيلم "السفارة في العمارة".
- استفتاء الجمهور لأحسن موسيقى تصويرية عام 2005 م عن مسلسل "العميل 1001".
- منح جائزة "شخصية العام الثقافية من جائزة الشيخ زايد للكتاب" عام 2023، وذلك تقديرًا لجهوده المتميزة وأعماله الموسيقية.[10]

## قائمة بأغلب أعماله

### المشاركة بالمناسبات المصرية والعالمية
- موسيقى باليه العرافة والعطور الساحرة لفرقة الباليه الكندية عام 1989 م.
- موسيقى عرض بانوراما العبور القصيد السيمفوني بالقاهرة عام 1991 م.
- موسيقى الرابسودية العربية عام 1992 م.
- العيد الوطني لسلطنة عمان عام 1993 م.
- العيد الوطني لإيطاليا عام 1993 م.
- موسيقى افتتاح ونشيد سكندريات العالم عام 1996 م.
- مهرجان قرطاج السينمائي بتونس عام 1998 م.
- موسيقى أوبريت الشيخ زايد بالإمارات عام 2000 م.
- أوبريت روح أكتوبر عام 2000 م.
- مهرجان جرش عام 2003 م.
- دائرة الفنون الجميلة بمدريد عام 2004 م.
- احتفالية مؤسسة نهر الأردن الملكية عام 2005 م.
- احتفالية الثلاث حضارات بمورسيا - إسبانيا عام 2005 م.
- احتفالية مرور 100 سنة على السينما المصرية.
- افتتاح دورة الألعاب الآسيوية بالدوحة - قطر عام 2006 م.
- أوبريت تل العمارنة.
- افتتاح دورة الألعاب العربية بالقاهرة - مصر عام 2007 م.
- احتفالية تسليم رئاسة الاتحاد الاوروبي من سلوفينيا إلى فرنسا - سلوفينيا عام 2008 م.
- قرعة كأس العالم للشباب بالأقصر - مصر عام 2009 م.
- مع المطربة ريهام عبد الحكيم في احتفالية دار الأوبرا المصرية بالذكرى الأولى لثورة 25 يناير «تعرف تتكلم بلدي» - «فيها حاجة حلوة» عام 2012 م.

و غيرها من المناسبات.

### المشاركة في الألحان والموسيقى التصويرية
شارك الموسيقار عمر خيرت في تأليف عديد من تترات المسلسلات وتأليف الموسيقي التصويرية لها بطريقة مميزة خاصة به حيث استطاع دمج الموسيقي الأوركسترالية الغربية بالأنغام الشرقية مستخدما آلات غربية مثل البيانو والأكسليفون وآلات النفخ كالكلارنيت والأبوا والساكس بالإضافة إلي الآلات الشرقية المميزة كالأكورديون الشرقي والعود والقانون والكمان
ومن أهم أعماله:
- قضية عم أحمد.
- البخيل وأنا.
- ضمير أبلة حكمت.
- غوايش.
- ليلة القبض على فاطمة.

### الأفلام
- الممر - 2019م.
- الجزيرة 2 عام 2014 م.
- زهايمر عام 2010 م.
- عسل إسود عام 2010 م.
- ولاد العم عام 2009 م.
- الجزيرة عام 2007 م.
- تيمور وشفيقة عام 2007 م.
- مفيش غير كدة عام 2006 م.
- الرهينة عام 2006 م.
- دم الغزال عام 2005 م.
- السفارة في العمارة عام 2005 م.
- حب البنات عام 2004 م.
- النعامة والطاووس عام 2002 م.
- مافيا عام 2002 م.
- الرغبة عام 2002 م.
- سكوت ح نصور عام 2001 م.
- امرأة تحت المراقبة عام 2000 م.
- أولى ثانوي عام 1999 م.
- النوم في العسل عام 1996 م.
- قط الصحراء عام 1995 م.
- البحث عن توت عنخ آمون عام 1995 م.
- الإرهابي عام 1994 م.
- لصوص خمس نجوم عام 1994 م.
- فرسان أخر زمن عام 1993 م.
- البحث عن ديانا (فيلم كندي) عام 1992 م وكان باليه العرافة والعطور الساحرة جزء رئيس في أحداث الفيلم.
- نساء صعاليك عام 1991 م.
- جحيم تحت الماء 2 عام 1990 م.
- الحب أيضا يموت عام 1990 م.
- صراع الأحفاد عام 1989 م.
- بستان الدم عام 1989 م.
- نهر الخوف عام 1988 م.
- زمن الممنوع عام 1988 م.
- سرقات صيفية عام 1988 م.
- الوحل عام 1987 م.
- امرأة مطلقة عام 1987 م.
- لعدم كفاية الأدلة عام 1987 م.
- موعد مع القدر عام 1987 م.
- الهروب من الخانكة عام 1986 م.
- وصمة عار عام 1986 م.
- اليوم السادس عام 1986 م.
- عفوا أيها القانون عام 1985 م.
- قضية عم أحمد عام 1985 م.
- إعدام ميت عام 1985 م.
- خلي بالك من عقلك عام 1985 م.
- أيام التحدي عام 1985 م.
- ليلة القبض على فاطمة عام 1984 م.
- الخادمة عام 1984 م.
- أنا اللي قتلت الحنش عام 1984 م.
- بحر الأوهام عام 1984 م.
- الرؤيا عام 1983 م.
- من الذي قتل هذا الحب؟ عام 1980 م.
- الأفلام التسجيلية للقصور الملكية مثل: قصر الطاهرة وقصر التين وغيرهما.

وغيرها من الأفلام.

### المسلسلات
- دهشة عام 2014 م
- الداعية (مسلسل) عام 2013 م.
- فرقة ناجي عطا لله عام 2012 م.
- الخواجة عبد القادر عام 2012 م.
- الجماعة عام 2010 م.
- أولاد الحلال عام 2009 م.
- الجانب الآخر من الشاطئ عام 2008 م.
- العميل 1001 عام 2005 م.
- بنت أفندينا عام 2004 م.
- ملح الأرض عام 2004 م.
- مسألة مبدأ عام 2003 م.
- القضاء في الإسلام (9 أجزاء) من عام 1995 م إلى عام 2003 م.
- الامبراطور عام 2002 م.
- عندما تثور النساء عام 2000 م.
- وجه القمر عام 2000 م.
- يا رجال العالم اتحدوا عام 2000 م.
- ع الحلوة والمرة عام 1999 م.
- يوميات ونيس (الجزء الخامس) عام 1998 م (موسيقى الأوبريت فقط).
- سنوات الشقاء والحب عام 1997 م.
- ألف ليلة وليلة عام 1996 م.
- حسن و نور السنا (تلفزيون البحرين) عام 1995 م.
- الثعلب عام 1993 م.
- عصر الفرسان عام 1992 م.
- ضمير أبلة حكمت عام 1991 م.
- البخيل وأنا عام 1991 م.
- ليلة هروب عام 1989 م.
- اللقاء الثاني عام 1988 م.
- الهروب إلى السجن عام 1987 م.
- غوايش عام 1986 م.
- صابر ياعم صابر عام 1984 م.
- إلا دمعة الحزن عام 1979 م.
- الشراع المكسور.
- الحب والطوفان.
- هذا الرجل.
- مكان في القلب.
- ربيع في العاصفة.
- البيوت لها أسرار.

### المسرحيات
- كارمن عام 2000 م.
- كعب عالي عام 1996 م.

### الفوازير
- مانستغناش عام 1998 م.
- جيران الهنا عام 1997م.
- الحلو ما يكملش.

### الأغاني
تعاون عمر خيرت مع مطربين كثيرين في تلحين أغانيهم سواء كانت أغاني منفردة أو في إطار أعمال سينمائية مثل: محمد منير، علي الحجار، انغام، حنان ماضي، هاني شاكر، لطيفة وغيرهم

### الحفلات
يجري عمر خيرت حفلات بدار الاوبرا المصرية وساقية الصاوي شهريا، كما أقام بعض الحفلات خارج القاهرة وخارج مصر.

### الكاسيت والفيديو
- غوايش
- فاطمة
- عم أحمد
- ضمير ابله حكمت
- العرافة والعطور الساحرة
- رابسودية عربية
- اللقاء الثاني
- الرؤيا
- امرأة عصرية
- بانوراما
- وهابيات 1 و 2
- افتتاحية مصرية DVD
- مهرجان التسامح مرسية إسبانيا DVD

### التوزيع الموسيقي
كان لعمر خيرت السبق في إعادة توزيع الأغاني التي لحنها محمد عبد الوهاب مثل: أنت عمري، وامتى الزمان يسمح، ووضعهم في البومي وهابيات 1 و 2, فأعطى للأغاني مذاق خاص حتى أن محمد عبد الوهاب شكر عمر خيرت على التوزيعات واعتبرها أجمل هدية قُدمت له.

## حياته الشخصية
تزوج عمر خيرت من 5 سيدات، منهن الفنانة جالا فهمي. وهو والد عمر وشيرين وجد آدم. وهو حاليا غير متزوج ومتفرغ لفنه وجمهوره.

## التكريم
كُرّم في ليلة موسيقة ضمن فعاليات موسم الرياض 2024 - 2025م، وكرمه المستشار تركي آل الشيخ رئيس الهيئة العامة للترفيه في السعودية، تقديراً لمسيرة موسيقية امتدت لعقود.

## وصلات خارجية
- عمر خيرت على موقع أرشيف الشارخ.
- عمر خيرت على موقع IMDb (الإنجليزية)
- عمر خيرت على موقع الدهليز
- عمر خيرت على موقع قاعدة بيانات الأفلام العربية
- عمر خيرت على موقع ألو سيني (الفرنسية)
- عمر خيرت على موقع ميوزك برينز (الإنجليزية)
- عمر خيرت على موقع ديسكوغز (الإنجليزية)
- عمر خيرت على موقع كينوبويسك (الروسية)